# Groupe Even
Groupe Even — французский сельскохозяйственный кооператив, в который входит около 1000 фермеров Бретани. Кооператив специализируется на молочной продукции. Штаб-квартира расположена в коммуне Плуданьель (департамент Финистер, регион Бретань).

## История

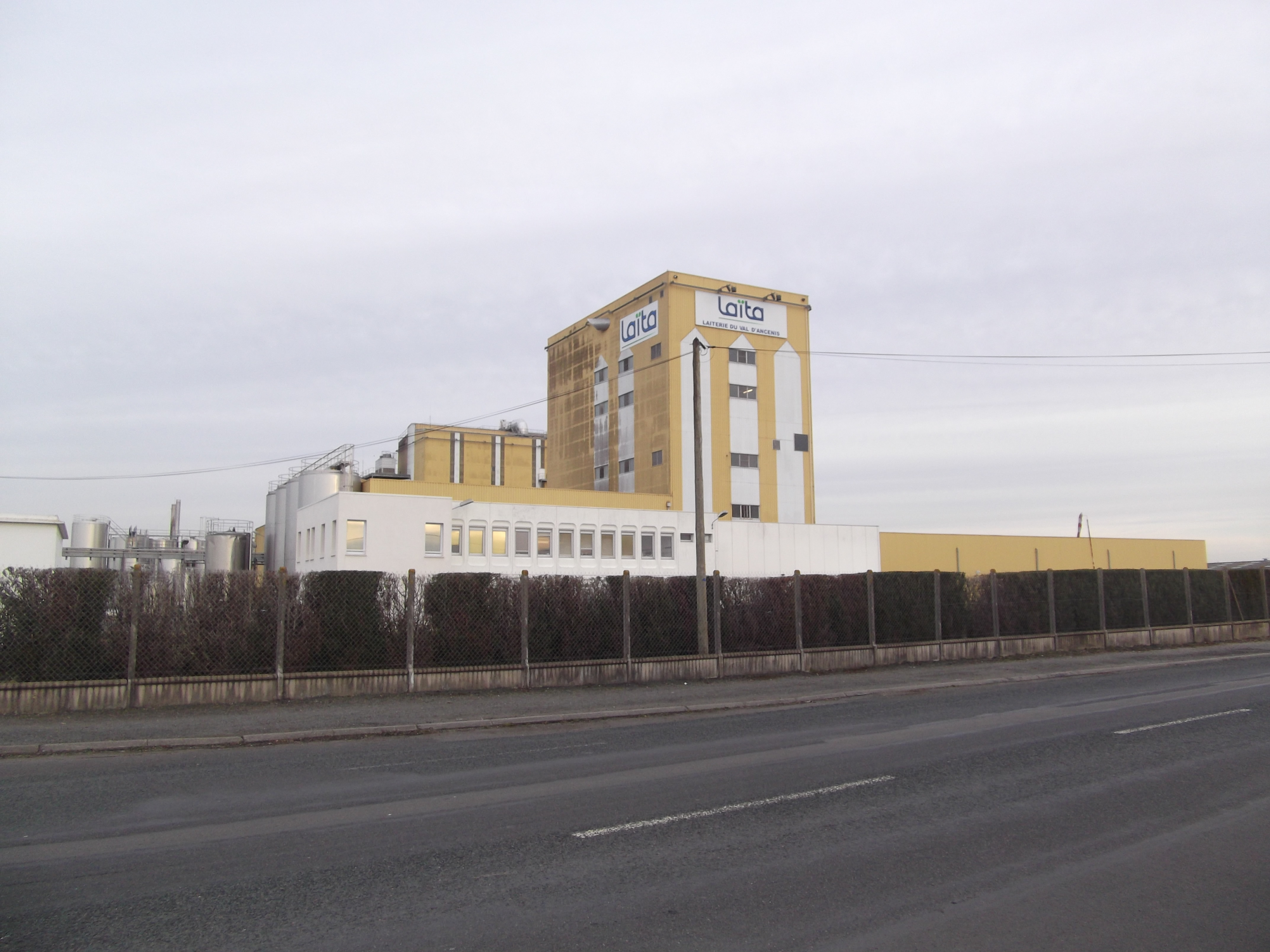
Молочный завод Laïta в Ансени

В 1930 году Франсуа-Луи Блон (фр. François-Louis Blons) с 26 другими фермерами основали Coopérative Laitière de Ploudaniel («Молочный кооператив Плуданьеля»). В 1950-х годах кооператив начал строить предприятия по производству молочной продукции. В 1970-х годах деятельность была расширена на переработку мяса и производство комбикормов, а также оптовую закупку товаров для фермеров. В 1990 году было создано подразделение доставки быстрозамороженных продуктов под торговой маркой Argel.
В 2000 году произошло слияние с другим молочным кооперативом Бретани, Coopérative Laitière de la Côte d'Émeraude; он базировался в департаменте Кот-д’Армор. В 2009 году был куплен контрольный пакет акций компании Laïta; эта компания была создана в 1991 году как совместное предприятие кооперативов Coopagri Bretagne и Terrena. В 2015 году к Groupe Even присоединился ещё один молочный кооператив, L’Armoricaine Laitière.

## Деятельность

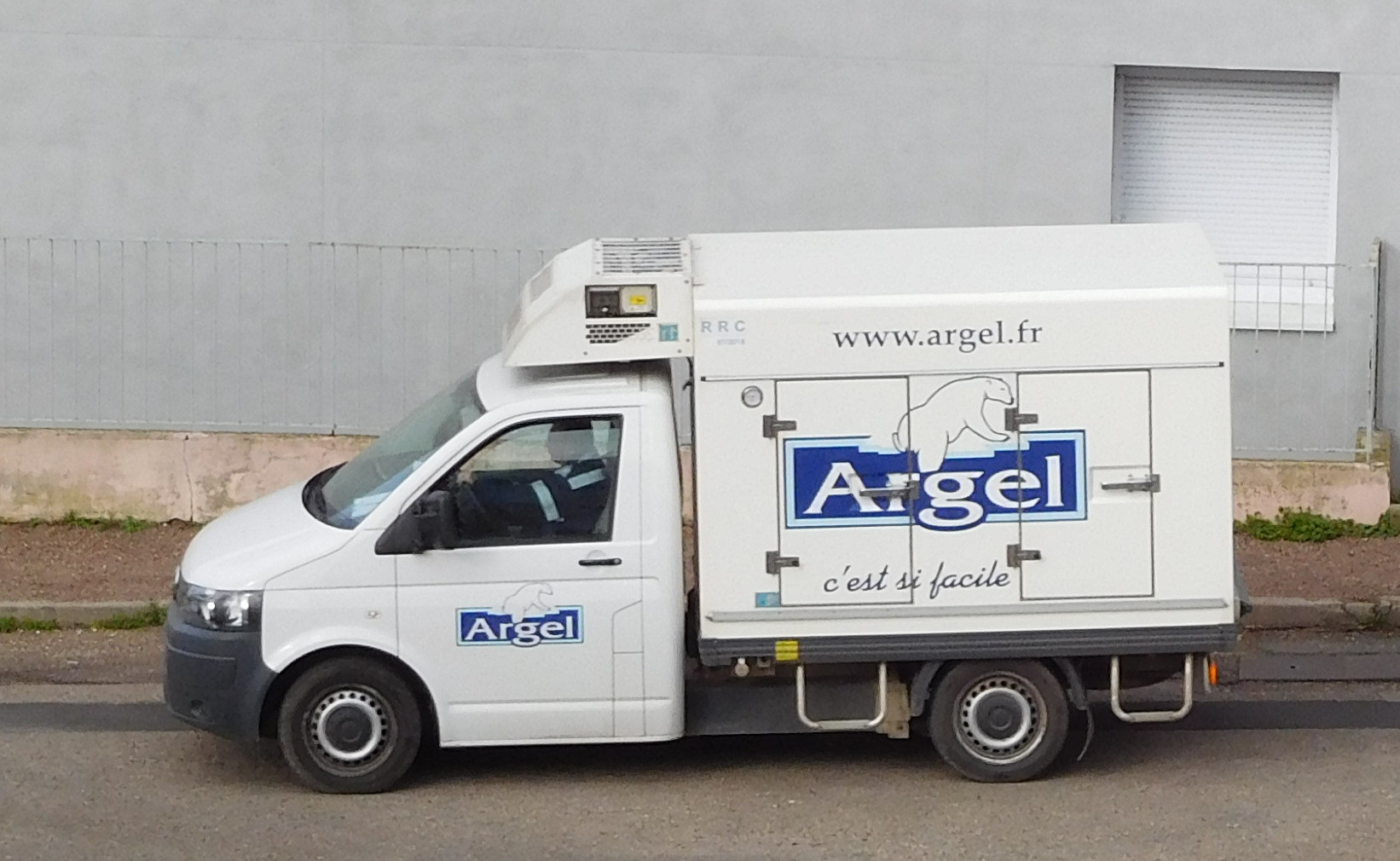
Фургон доставки Argel

Подразделения Groupe Even по состоянию на 2023 год:
- Even Amont — деятельность членов кооператива; производство молока, кормов для животных и другой агропродукции; оборот 140 млн евро;
- Laïta — производство молочных продуктов; 7 молокозаводов, филиалы в Великобритании, Бельгии и Италии; перерабатывает 1,4 млрд л молока в год, производит сыры, йогурты, сухое молоко и сыворотку, детское питание; оборот 1,7 млрд евро;
- Even Distribution — доставка замороженных продуктов частным клиентам и предприятиям общепита; оборот 790 млн евро;
- Even Développement — производство и доставка готовых блюд; оборот 40 млн евро.

Основные бренды кооператива: Paysan Breton, Régilait, Mamie Nova (молокопродукты), Gamm vert (розничная торговля), Argel и Réseau Krill (доставка продуктов).